# Letectvo Laoské lidové osvobozenecké armády
Letectvo Laoské lidové osvobozenecké armády je letecká složka ozbrojených sil Laosu.

## Přehled letecké techniky
Tabulka obsahuje přehled letecké techniky letectva Laosu podle Flightglobal.com.
| Název                          | Původ                          | Určení                         | Verze                          | V aktivní službě               | Poznámky                                     |                                |
| Dopravní a transportní letouny | Dopravní a transportní letouny | Dopravní a transportní letouny | Dopravní a transportní letouny | Dopravní a transportní letouny | Dopravní a transportní letouny               | Dopravní a transportní letouny |
| ------------------------------ | ------------------------------ | ------------------------------ | ------------------------------ | ------------------------------ | -------------------------------------------- | ------------------------------ |
| Antonov An-26                  | Sovětský svaz                  | taktický transportní letoun    |                                | 1                              |                                              |                                |
| Xian MA60                      | Čínská lidová republika        | dopravní letoun                |                                | 2                              |                                              |                                |
| Vrtulníky                      |                                |                                |                                |                                |                                              |                                |
| Bell UH-1 Iroquois             | USA                            | víceúčelový vrtulník           | UH-1H                          | 4                              |                                              |                                |
| Harbin Z-9                     | Čínská lidová republika        | víceúčelový vrtulník           |                                | 4                              | Licenční kopie typu Eurocopter AS365 Dauphin |                                |
| Kamov Ka-32                    | Sovětský svaz                  | užitkový vrtulník              |                                | 2                              |                                              |                                |
| Mil Mi-17                      | Sovětský svaz                  | transportní vrtulník           |                                | 11                             |                                              |                                |
| Mil Mi-26                      | Sovětský svaz                  | těžký transportní vrtulník     |                                | 1                              |                                              |                                |